# 12597 Williamdaniel
12597 Williamdaniel eller 1999 RL158 är en asteroid i huvudbältet som upptäcktes den 9 september 1999 av LINEAR i Socorro County, New Mexico. Den är uppkallad efter William Wade Daniel.
Den tillhör asteroidgruppen Koronis.